# 尤里恩·廷伯
于里恩·大衛·諾曼·添巴（荷蘭語：Jurriën David Norman Timber，發音：[ˈjʏri(j)ɛn ˈtɪmbər]；2001年6月17日—），荷蘭足球運動員，司職后卫，現效力英超球會阿仙奴。荷蘭國家足球隊成員。

## 俱樂部生涯
祖利安·添巴2001年6月17日出生於荷蘭烏特勒支，自2014年與雙胞胎哥哥昆滕·添巴一起加入阿積士青訓營。
2020年3月7日添巴在阿積士客場3比1戰勝海倫芬的荷甲比賽中完成一隊首秀。
在2021年年初，成為阿積士的主力球員，在主教練坦夏的帶領下幫助球隊贏得聯賽冠軍。

## 國家隊生涯
2018年入選荷蘭U17國家隊參加2018年歐洲U‑17足球錦標賽並奪得冠軍，他先後在比賽中出任中後衛、右後衛，並且在決賽對陣意大利U17國家隊時打進1球。
2022年11月，廷伯獲选入2022年世界盃荷蘭的最終26人名單。

## 榮譽

### 俱樂部
阿賈克斯
- 荷甲冠軍：2020–21[4]，2021–22
- 荷蘭盃冠軍：2020–21[5]

 兵工廠
- 英格蘭社區盾冠軍：2023年[6]

### 個人
- 阿賈克斯年度最佳青年球員：2022

## 外部連結
- 尤里恩·廷伯在Transfermarkt上的资料